# Magoúla (ort i Grekland, Peloponnesos, Nomós Argolídos)
Magoúla (Magoula) är en ort i Grekland.   Den ligger i prefekturen Nomós Argolídos och regionen Peloponnesos, i den södra delen av landet, 100 km väster om huvudstaden Aten. Magoúla ligger 7 meter över havet och antalet invånare är 123.
Terrängen runt Magoúla är kuperad västerut, men österut är den platt. Havet är nära Magoúla åt sydost.  Närmaste större samhälle är Argos, 5,0 km nordost om Magoúla. Trakten runt Magoúla består till största delen av jordbruksmark.